# Marcin Lorenc
Marcin Remigiusz Lorenc (ur. 23 listopada 1968) – polski elektrotechnik, doktor habilitowany nauk technicznych, profesor Politechniki Opolskiej, od 2019 rektor Politechniki Opolskiej.

## Życiorys
Ukończył studia wyższe, od 1993 związany zawodowo z Politechniką Opolską. W 1998 na Politechnice Śląskiej uzyskał stopień naukowy doktora nauk technicznych na podstawie napisanej pod kierunkiem Jerzego Skubisa pracy pt. Analiza metod wzorcowania układów pomiarowych stosowanych w akustycznej metodzie oceny wyładowań elektrycznych. W 2011 habilitował się na Politechnice Opolskiej. Został kierownikiem Katedry Inżynierii Jakości Produkcji i Usług oraz profesorem nadzwyczajnym (2011–2019) i profesorem uczelni (od 2019) na Wydziale Inżynierii Produkcji i Logistyki PO. Pracował jako menedżer w przemyśle, zajmując się m.in. wykorzystaniem sztucznej inteligencji. Był też projektantem systemu grzewczego w kościele katedralnym Świętego Krzyża w Opolu.
We wrześniu 2019 objął funkcję rektora po wyborach uzupełniających zarządzonych w związku ze śmiercią Marka Tukiendorfa. W kwietniu 2020 został wybrany na to stanowisko w kadencji 2020–2024, a w 2024 wybrany na kolejną czteroletnią kadencję.
W wyborach parlamentarnych w 2023 kandydował z ramienia Prawa i Sprawiedliwości do Senatu w okręgu nr 52.